# Joxemari Iturralde
Joxe Mari Iturralde és un escriptor en èuscar.
Va néixer a Tolosa (Guipúscoa) el 1951. Estudià filologia romànica a Pamplona. Professor d'anglès, pintor avantguardista, catedràtic de literatura basca, ha tocat molts gèneres.

## Contes
- "Dudular" (Erein, 1983).
- "Pic-nic zuen arbasoekin" (Erein, 1985).
- "Nora noa?" (Erein, 2001).

## Novel·les
- "Nafarroako artizarra" (Elkar, 1984).
- "Izua hemen" (Erein, 1989).
- "Kilkirra eta roulottea" (Erein, 1997).
- "Euliak ez dira argazkietan azaltzen" (Erein, 2000).
- "Hyde Park-eko hizlaria" (Pamiela, 2006)
- "Ilargi horia" (Pamiela, 2012)
- "Rasputin eta San Petersburgoko gauak" (Elkar, 2013)

## Literatura infantil i juvenil
- "Zikoinen kabian sartuko naiz" (Pamiela, 1986).
- "Londresen nago aitonarekin" (Erein, 1987).
- "Ijitoak dauzkat nire etxean" (Pamiela, 1988).
- "Bederatzi gutun t'erdi" (Erein, 1992).
- "Filipinetan bizi den idazlearen kontuak" (Pamiela, 1993).
- "Lehen amodioa Suedian" (Ibaizabal, 1998).
- "Kaliforniako neskak" (Ibaizabal, 2000).
- "Marmokiñe" (Elkar, 2000).
- "Risky eta bere lagunak" (Elkar, 2000).
- "Zak zikoina" (Elkar, 2000).